# 지나트 아만
지나트 아만(힌디어: ज़ीनत अमान, 영어: Zeenat Aman, 1951년 11월 19일 ~ )은 인도의 배우, 모델이다. 1970년 미스 아시아 태평양 우승자로, 대회 최초 남아시아 출신 우승자이다.

## 출연 작품
- 암흑가의 그림자 (1980)
- 샬리마르 (1978)

## 같이 보기
- 인도 영화 배우 목록